# Margarite
| Tabela                   | Informações                                          |
| ------------------------ | ---------------------------------------------------- |
| Dureza                   | 3 a 4                                                |
| Gravidade especifica     | 2,99 a 3 ,08                                         |
| Cor em lâmina            | Incolor, Verde, Marrom claro                         |
| Fórmula química          | CaAl2(Al2Si2)O10(OH)2                                |
| Relevo moderado positivo | (+) α = 1,595-1,638, β = 1,625-1,648, γ = 1,627-1,65 |
| Caráter ótico            | Sinal ótico, negativo (-)                            |

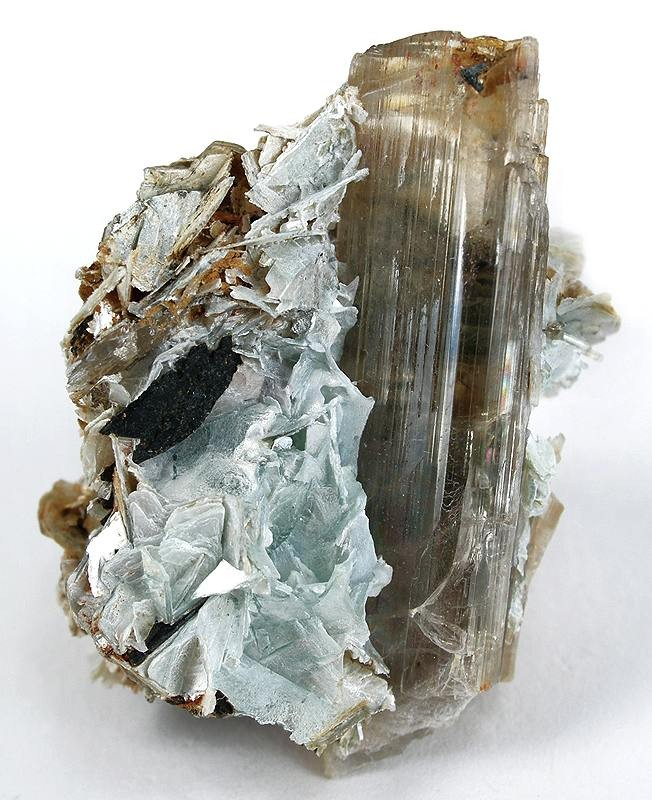

A Margarite também nominada como Margarita, é um mineral filossilicato do grupo das micas duras, rico em cálcio, com fórmula química CaAl2(Al2Si2)O10(OH)2.
Forma massas ou lâminas finas nas cores Verde, Amarelo, Incolor, Cinza, Rosa, Violeta claro, cristalizando no sistema monoclínico. Apresenta tipicamente massa volúmica igual a 3 g/cm³ e dureza 4. É translúcida com clivagem perfeita segundo 010 e apresenta maclas.
A margarita é uma mica com alto teor de cálcio, predominante em rochas metamórficas como o xisto e o gnaisse, especialmente resultante do metamorfismo de minerais aluminosos, como o corindon e os feldspatos.
Seu nome e dado por Perola-mica por Friedrich Mohs devido ao seu brilho constante de cor diferenciada. Seu nome atual foi dado pelo Johann Nepomuk von Fuchs, do grego para pérola.
Sua formação e dada pela composto quimicamente por silicato hidratado de alumínio e cálcio, de brilho vítreo e cor rosada, branca a cinzenta, que cristaliza no sistema monoclínico; mica nacarada.

Esse mineral pode ser localizado em diversas regiões da Áustria. 